# 1824년 미국 대통령 선거
1824년 미국 대통령 선거는 1824년 미국에서 치러진 대통령 선거로, 연방당이 해체된 가운데, 분열된 민주공화당 내의 대결로, 과반득표자가 없어 하원투표를 통해 존 퀸시 애덤스 후보가 당선되었다

## 후보선출
연방당이 해체된 가운데, 민주공화당에는 재무부장관 윌리엄 크로퍼드, 정권의 실세 존 퀸시 애덤스 국무장관, 유명한 헨리 클레이 하원 대변인, 서민의 영웅 앤드류 잭슨 전 테네시 지사 등 여러 후보가 난립하였다
| 득표순위 | 이름            | 득표수 |
| -------- | --------------- | ------ |
| 1        | 윌리엄 크로퍼드 | 64     |
| 2        | 존 퀸시 애덤스  | 2      |
| 3        | 앤드류 잭슨     | 1      |
| 총투표수 | 총투표수        | 67     |

| 득표순위 | 이름            | 득표수 |
| -------- | --------------- | ------ |
| 1        | 앨버트 갤러틴   | 57     |
| 2        | 에라스투스 루트 | 2      |
| 3        | 존 퀸시 애덤스  | 1      |
| 4        | 윌리엄 유스티스 | 1      |
| 5        | 윌리엄 킹       | 1      |
| 6        | 월터 로운데스   | 1      |
| 7        | 리차드 러쉬     | 1      |
| 8        | 새뮤얼 스미스   | 1      |
| 9        | 존 토드         | 1      |
| 총투표수 | 총투표수        | 66     |

민주공화당 당원대회는 윌리엄 크로퍼드 재무부장관을 대통령후보, 앨버트 갤러틴을 부통령 후보로 지명했으나, 사실상 일당이 된 민주공화당의 폐쇄적 당원대회는 비민주적이라는 비난을 받았고, 갤러틴이 사퇴하기에 이르러 4명의 대선후보가 모두 출마하는 사태를 맞게 된다

## 선거 결과
| 대통령 후보     | 정당       | 근거지     | 득표수  | 지지율   | 선거인단 득표 |
| --------------- | ---------- | ---------- | ------- | -------- | ------------- |
| 앤드루 잭슨     | 민주공화당 | 테네시     | 151,271 | 41.3%    | 99            |
| 존 퀸시 애덤스  | 민주공화당 | 매사추세츠 | 113,122 | 30.9%    | 84            |
| 윌리엄 크로퍼드 | 민주공화당 | 조지아     | 40,856  | 11.2%    | 41            |
| 헨리 클레이     | 민주공화당 | 켄터키     | 47,531  | 13%      | 37            |
| (지지후보 없음) |            | 매사추세츠 | 6,616   | 1.8%     | 0             |
| 계              | 계         | 계         | 365,833 | 100.00 % | 261           |

| 부통령 후보     | 정당       | 근거지           | 선거인단 득표 |
| --------------- | ---------- | ---------------- | ------------- |
| 존 C. 컬훈      | 민주공화당 | 사우스캐롤라이나 | 182           |
| 네이턴 산포드   | 민주공화당 | 뉴욕             | 30            |
| 너새니얼 메이컨 | 민주공화당 | 노스캐롤라이나   | 24            |
| 앤드루 잭슨     | 민주공화당 | 테네시           | 13            |
| 마틴 밴 뷰런    | 민주공화당 | 뉴욕             | 9             |
| 헨리 클레이     | 민주공화당 | 켄터키           | 2             |
| 계              | 계         | 계               | 260           |

부통령에는 존 컬훈이 당선되었으나, 대통령 선거에서는 과반 득표자가 없어 하원 표결로 넘어가게 된다

## 하원 표결
이 과정에서 클레이는 애덤스를 지지하며 사퇴한다.(그리고 애덤스 행정부에서 국무장관을 맡게 된다)
| 득표순위 | 이름            | 득표수 |
| -------- | --------------- | ------ |
| 1        | 존 퀸시 애덤스  | 87     |
| 2        | 앤드류 잭슨     | 71     |
| 3        | 윌리엄 크러포드 | 54     |
| 총투표수 | 총투표수        | 212    |

직접선거와 선거인단 선거에서 모두 승리했던 잭슨이 낙선하고 클레이와 야합한 애덤스의 당선은 큰 반향을 일으킨다